# Paraguay na Hopmanově poháru
Paraguay na Hopmanově poháru startoval pouze jedenkrát a to v roce 2003, kde prohrál s Uzbekistánem

## Tenisté
Tabulka uvádí seznam paraguayských tenistů, kteří reprezentovali stát na Hopmanově poháru.
| Jméno               | Celkem V/P | Dvouhra V/P | Čtyřhra V/P | Poprvé | Počet startů |
| Rossana de los Ríos | 1–1        | 1–0         | 0–1         | 2003   | 1            |
| Ramón Delgado       | 0–2        | 0–1         | 0–1         | 2003   | 1            |

- V/P – výhry/prohry

## Výsledky
| Rok  | Fáze soutěže         | Místo konání         | Soupeř     | Výsledek | Stav   |
| ---- | -------------------- | -------------------- | ---------- | -------- | ------ |
| 2003 | Kvalifikace Play-off | Burswood Dome, Perth | Uzbekistán | 1–2      | Prohra |